# دیوید چوی
دیوید چوی (انگلیسی: David Choi؛ ۲۲ مارس ۱۹۸۶ – ۱۲ مه ۲۰۱۰) یک موسیقی‌دان اهل ایالات متحده آمریکا بود. وی از سال ۲۰۰۲ میلادی تاکنون مشغول فعالیت بوده‌است.